# Scorpion (CPU)
Scorpion ist ein von Qualcomm entwickelter CPU-Kern für den Einsatz in ihren mobilen Snapdragon-Systemen auf Chips (SoCs). Es wurde im eigenen Haus entwickelt, hat aber viele architektonische Ähnlichkeiten mit den ARM Cortex-A8 und Cortex-A9 CPU-Kernen.

## Überblick
- 10/12-stufige Ganzzahl-Pipeline mit 2-Wege-Dekodierung, 3-Wege-Out-of-Order spekulativ ausgegebene superskalare Ausführung[1]
- Pipeline VFPv3[2] und 128 Bit breites NEON (SIMD)
- 3 Ausführungsanschlüsse
- 32 KB + 32 KB L1-Cache
- 256 KB (Single-Core) oder 512 KB (Dual-Core) L2-Cache
- Single- oder Dual-Core-Konfiguration
- 2,1 DMIPS/MHz
- 65/28 nm Prozess